# Araneus dayongensis
Araneus dayongensis är en spindelart som beskrevs av Yin et al. 1990. Araneus dayongensis ingår i släktet Araneus och familjen hjulspindlar. Inga underarter finns listade i Catalogue of Life.